# Ukrajinské národní shromáždění – Ukrajinská národní sebeobrana
Ukrajinské národní shromáždění – Ukrajinská národní sebeobrana (ukrajinsky Українська Національна Асамблея-Українська Народна Самооборона, UNA-UNSO) byla ukrajinská krajně pravicová, radikálně nacionalistická politická organizace. Sestávala z politické strany (Ukrajinské národní shromáždění, UNA) a její paramilitární odnože (Ukrajinská národní sebeobrana, UNSO). Organizace vznikla v roce 1991, v roce 2014 byla včleněna do seskupení Pravý sektor.

## Historie
V roce 1990 vzniklo tzv. Ukrajinské mezistranické shromáždění (UMPA), společná konfederace ukrajinských nacionalistických skupin a politických subjektů, zájmových svazů apod. Po vyhlášení nezávislosti země na Sovětském svazu v srpnu 1991 část členských organizací z UMPA vystoupila, a to kvůli nesouhlasu s přílišnou radikálností organizace. Toto nové volné uskupení se pak v listopadu 1991 transformovalo na politickou stranu Ukrajinské národní shromáždění (UNA), která se programově hlásila k odkazu Ukrajinské povstalecké armády (UPA) ze 40. let 20. století. V prvních svobodných volbách téhož roku se pak strana pokusila prosadit Jurije Šuchevyče (syna velitele UPA Romana Šuchevyče) za prezidenta Ukrajiny. UNA byla v roce 1993 oficiálně uznána za politickou stranu, zatímco paramilitární křídlo UNSO se svou žádostí neuspělo.
Již na začátku 90. let seskupení UNA-UNSO získalo mnoho příznivců a až do poloviny dekády vyvíjelo intenzivní stranickou činnost. Strana získala mnoho mandátů v místních volbách a v roce 1994 získala tři mandáty v ukrajinském parlamentu; podporu měla především u nezaměstnaných a mladých lidí na západní Ukrajině. V roce 1998 nicméně získala pouze 0,39 % hlasů.
V roce 1991 vzniklo paramilitární křídlo organizace Ukrajinská národní sebeobrana (UNSO), které se postupně zapojilo do několika ozbrojených konfliktů v postsovětském prostoru: války v Podněstří (1992), konfliktu v Gruzii (1993) a také do první čečenské války (1995). UNSO na těchto územích obecně bojovala proti ruským jednotkám a časem svou působnost rozšířila i do dalších zemí včetně Běloruska.
V druhé polovině 90. let se strana rozštěpila do tří stejnojmenných frakcí pod vedením Jurije Šuchevyče a bývalých předsedů Jurije Tyma a Andrije Škiľa, z nichž převahu získala odnož pod vedením Škiľa:
- frakce pod vedením Andrije Škiľa v roce 2001 organizovala pod heslem „Ukrajina bez Kučmy“ násilné pochody proti prezidentovi Leonidu Kučmovi, které byly tvrdě potlačeny. Ve volbách v roce 2002 strana získala 0,04 % hlasů a dalších voleb se už neúčastnila.
- frakce pod vedením Jurije Tyma podpořila prezidentského kandidáta Viktora Juščenka, oficiálně však stála za Viktorem Janukovyčem, kterého podporovali také političtí příznivci Leonida Kučmy. Tato strana ve volbách v roce 2006 získala pouze 0,13 % hlasů.
- frakce pod vedením Jurije Šuchevyče obnovila svou činnost v roce 2005. Proslula silným antisemitismem, ve volbách v roce 2006 obdržela 0,06 % hlasů a dalších voleb se už nezúčastnila.

V roce 2014 se Ukrajinské národní shromáždění – Ukrajinská národní sebeobrana stalo společně s dalšími podobnými uskupeními (Trojzubec Stepana Bandery) součástí hnutí Pravý sektor, které se kromě jiného podílelo na organizování protestů Euromajdan na přelomu let 2013 a 2014.

## Ideologie
Programové zaměření UNA-UNSO bylo nacionalistické, zasazující se o posílení ukrajinské nezávislosti a suverenity, ostře protiruské. V rámci politického spektra lze stranu zařadit ke krajní pravici. Součástí její ideologie byl kromě jiného tzv. Sluneční světonázor; ten představoval vytvoření jednotného ukrajinského národa včetně duchovní sféry, čehož by mělo být dosaženo sjednocením víry, vědy, umění a fyzické dokonalosti ukrajinskou církví.